# Schloss Hohendorf

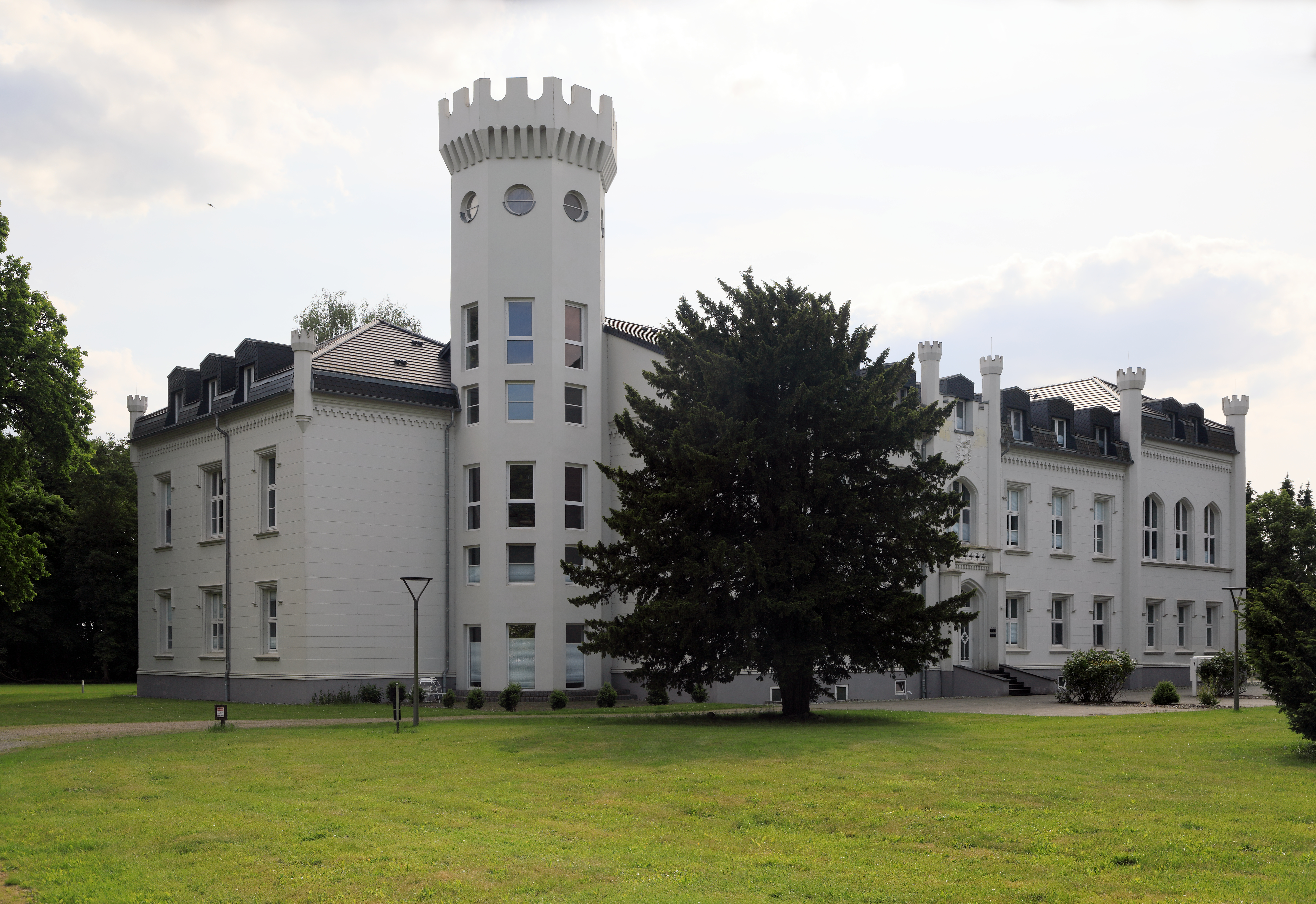
Schloss Hohendorf 2025

Das Schloss Hohendorf ist ein neogotisches Herrenhaus in Hohendorf bei Groß Mohrdorf 15 km nördlich von Stralsund in Nordvorpommern. Der vormalige Adelssitz der Grafen von Klot-Trautvetter wurde zuletzt 2017–2019 saniert.

## Geschichte
Wizlaw III. der letzte slawische Fürst von Rügen schenkte 1321 Land in Hohendorf der Familie Hup. Im 15. Jahrhundert erwarben die Familie von der Osten einige Grundstücke und im 17. Jahrhundert besaßen sie das Gut vollständig.
Seit 1733 ist Gut Hohendorf im Besitz der Familie von Klot-Trautvetter, begründet durch das Majorat von Johan Reinhold von Trautvetter († 1741). Durch Erbschaft ging es an seinen Neffen Wilhelm Reinhold Freiherr von Klot über, der Namen und Wappen derer von Trautvetter seinem Titel hinzufügte. Freiherr von Klot übernahm somit obligat die Pflichten des Kirchenpatron der Gemeinde Groß Mohrdorf.
Das Schloss als Herrensitz wurde von Karl Friedrich Schinkel im klassizistischen, gotisierenden Stil entworfen. Bauherr war Ernst Malte Freiherr von Klot-Trautvetter-Hohendorf, Sohn des Burchard Ernst von Klot auf Hohendorf, vormals Zögling der Ritterakademie Brandenburg, preußischer Kammerherr und Johanniterritter. Nach Schinkels Tod wurde der Baukörper von Friedrich Hitzig 1854 gebaut. Nach anderen Angaben wurde das Schloss entweder 1840 oder in den Jahren 1858 und 1859 auf den Grundmauern des vorherigen Herrenhauses errichtet. Der Bauherr, Ernst Johann Freiherr von Klot-Trautvetter († 1843) war mit Wilhelmine von Platen († 1851). verheiratet. Der nächste Grundbesitzer Ernst Malte Friedrich 1. Graf Klot-Trautvetter trat 1843 die Nachfolge auf Hohendorf an und 1870 dem Johanniterorden als Ehrenritter bei. Seine Frau war die Erbherrin Hedwig Gräfin Bohlen-Preetz. Der Grafentitel wurde 1846 in Potsdam ausgestellt. Inzwischen war Groß Mohrdorf und Hohendorf nebst den weiteren Besitzungen auch zu einem Familienfideikommiss bestimmt worden. Graf Klot zeigte privat wie viele Landadelige Interesse an Genealogie und Heraldik.
Um 1900 ließen die gut situierten Erben um Magnus Graf Klot-Trauvetter, aus der zweiten Linie des Hauses von Klot-Trautvetter stammend, als Eigentümer das Herrenhaus nochmals umgestalten. Diese baulichen Maßnahmen sind Arthur Graf von Klot-Trautvetter (1858–1906), verheiratet mit Elisabeth von Buggenhagen, zuzuordnen. Zum Gutsbesitz gehörten konstant mindestens fünf Güter und etwa 2500 Hektar Land. Dies waren 1939 nach dem letztmals amtlich publizierten Güter-Adressbuch Pommern als Majorat bezeichnet Hohendorf mit 2225 ha, Groß Mohrdorf Rittergut 388 ha, Rittergut Batevitz 313 ha, Rittergut Bisdorf 441 ha und das Rittergut Hohendorf 420 ha. Batevitz war unterverpachtet, alle anderen Teile unterstanden gesondert einem Verwalter. Letzter Grundherr war der 1896 in Merseburg geborene, spätere Rittmeister, Herbert Graf von Klot-Trautvetter, welcher nach dem Tod des Vaters noch minderjährig den Besitz antrat. Graf Klot-Trauvetter war aktiver Offizier 1915. Er starb 1977 in Soest.
Ende des Zweiten Weltkriegs wurde das Schloss geplündert und die Innenausstattung zerstört. Es folgte die Zerstörung des Bergfrieds während der DDR-Zeit. Das übrige Schloss wurde während dieser Zeit als Altersheim genutzt.
Nach der Wiedervereinigung kehrte Hubertus Graf von Klot-Trautvetter (1929–2015) zum Schloss zurück und kaufte es für eine Deutsche Mark der Gemeindeverwaltung ab. Unmittelbar danach wurde mit der Sanierung begonnen, die dann 1993 abgeschlossen war.
2010/11 erwarb ein Lübecker das Schloss für 700.000 Euro anlässlich einer Zwangsversteigerung. Das Unternehmen Rosehr-Projekte baut das ehemalige Schlosshotel zu einem Wohngebäude mit 33 Wohnungen zwischen 22 und 74 m² um. Zudem sollen ein Veranstaltungssaal und eine Bar entstehen. In Kooperation mit der Hochbegabtenförderung der Universität Rostock sollen im Schloss Konzerte mit klassischer Musik stattfinden.

## Beschreibung
Dem Mittelteil des imposanten, zweigeschossigen, weißen Gebäudes ist ein Treppenrisalit mit einem Zinnentürmchen vorgelagert. Links und rechts daneben befinden sich Seitenflügel, die etwas vorspringen. Der fünfgeschossige Bergfried, der sich im südöstlichen Teil des Gebäudes befindet ist ebenfalls zinnengeschmückt.
Zur Anlage gehört eine zehn Hektar große Parkanlage mit sehr alten Buchen und Eichen. Das Schloss liegt in unmittelbarer Nähe zum Nationalpark Vorpommersche Boddenlandschaft.

## Bilder

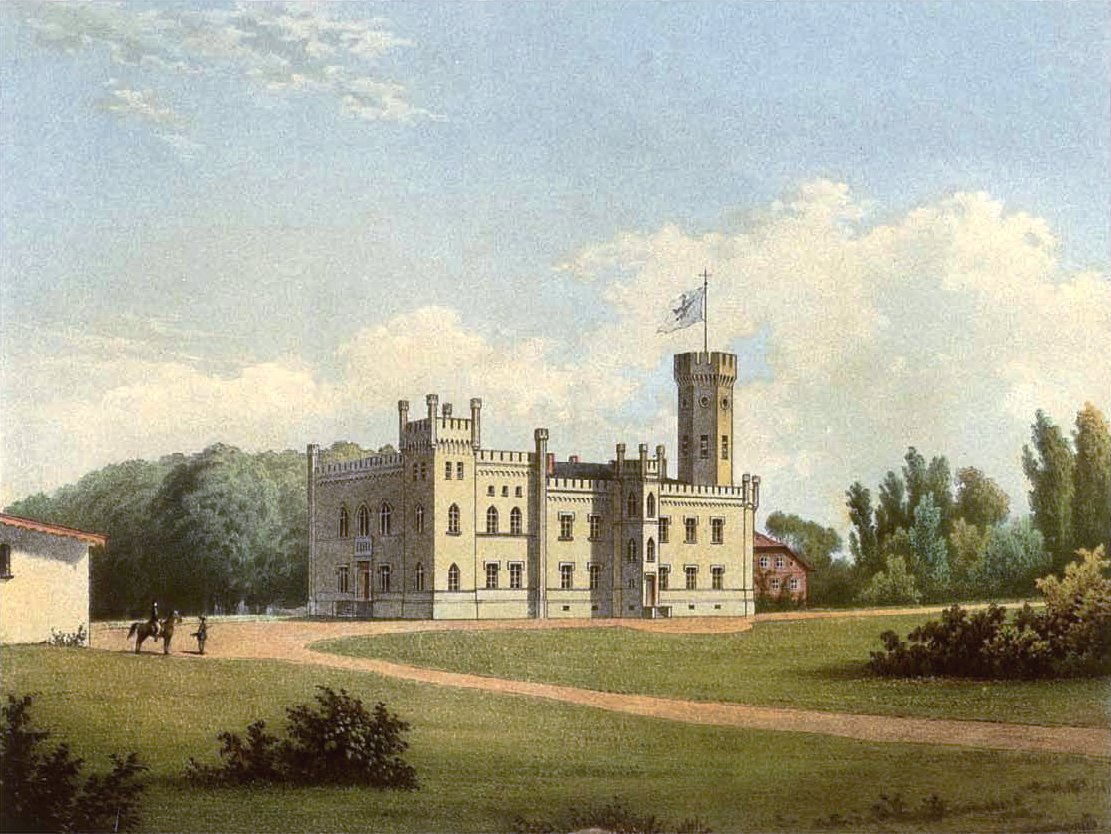
Schloss Hohendorf um 1866/67, Sammlung Alexander Duncker
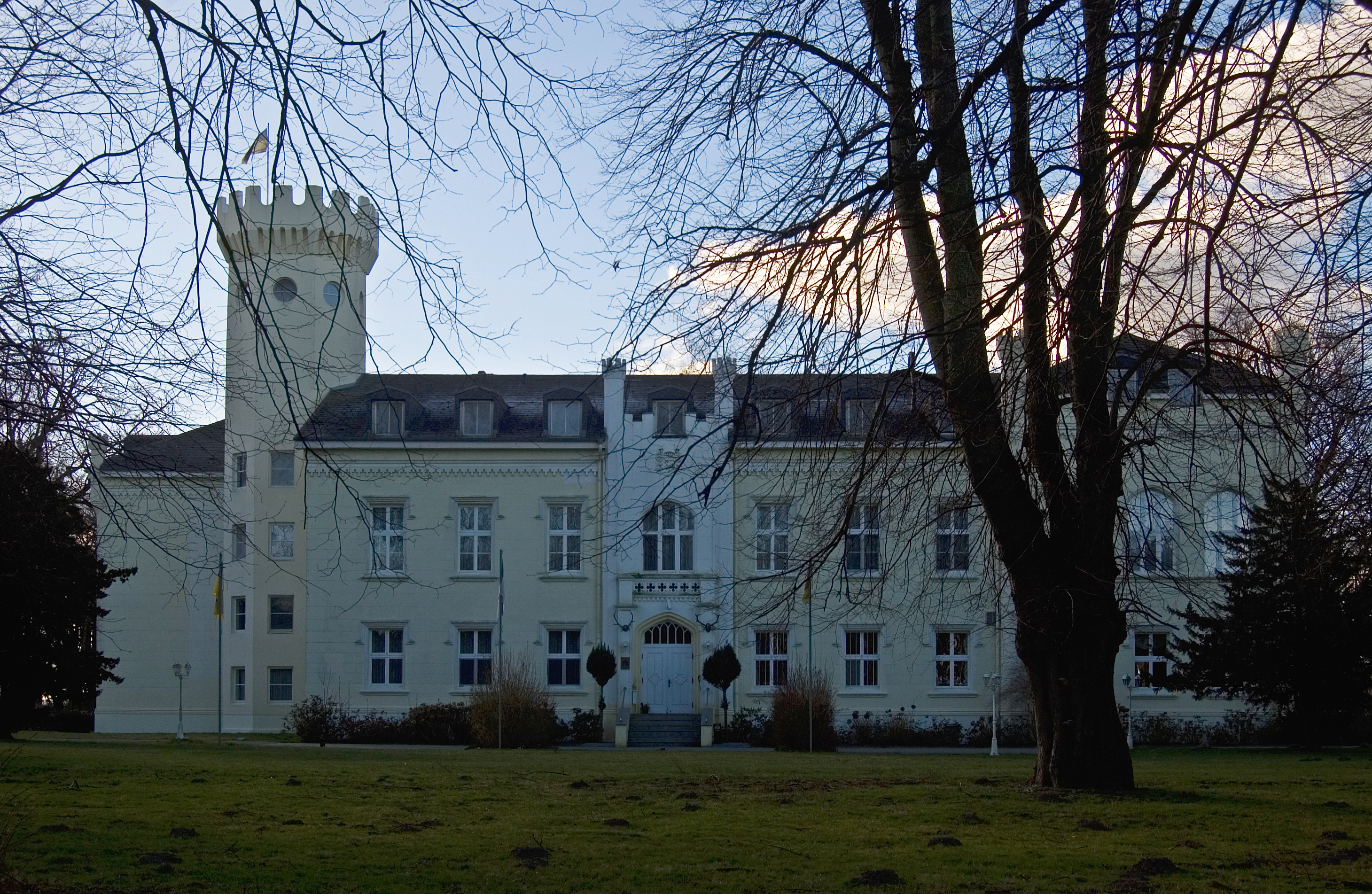
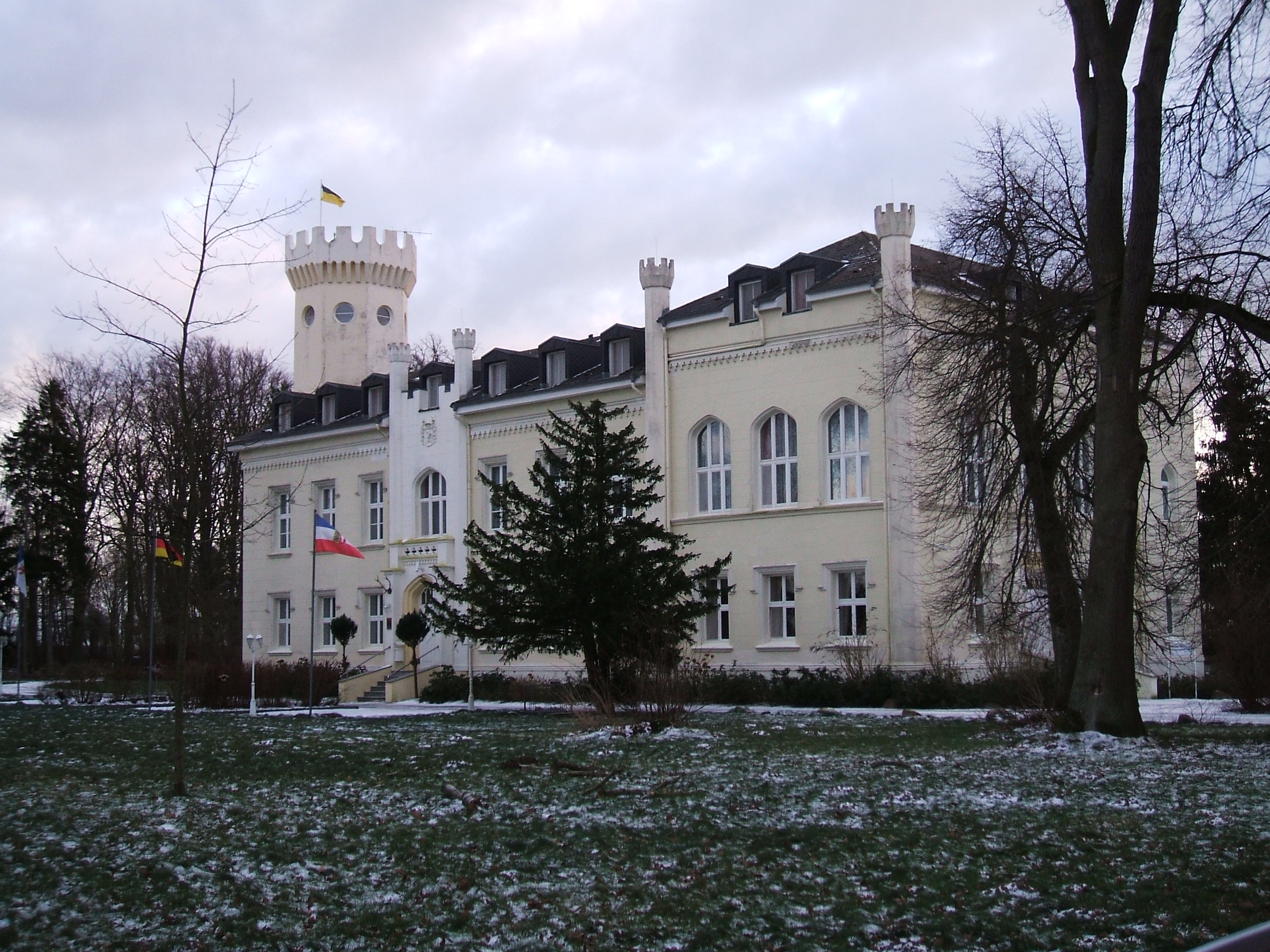
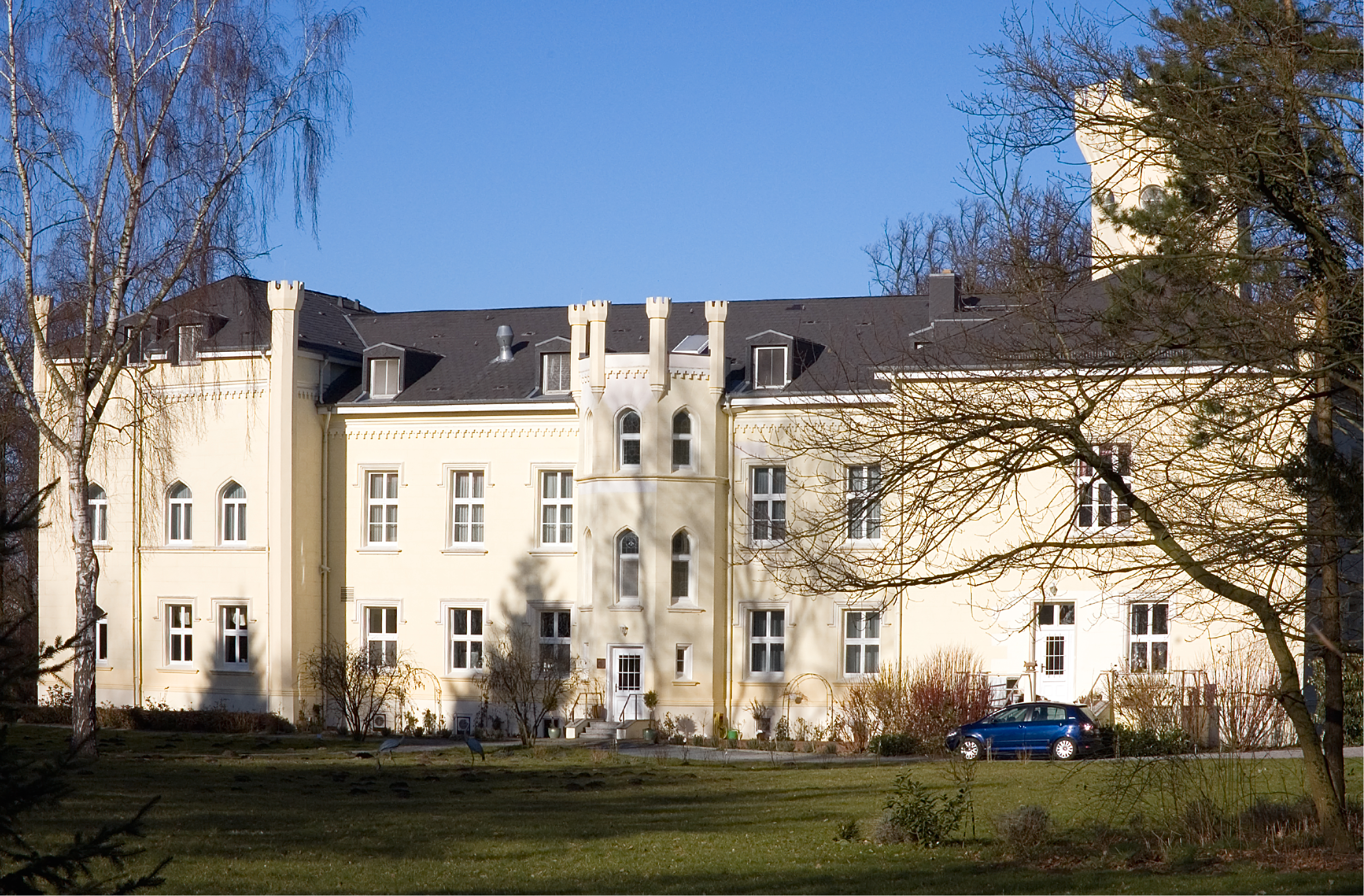
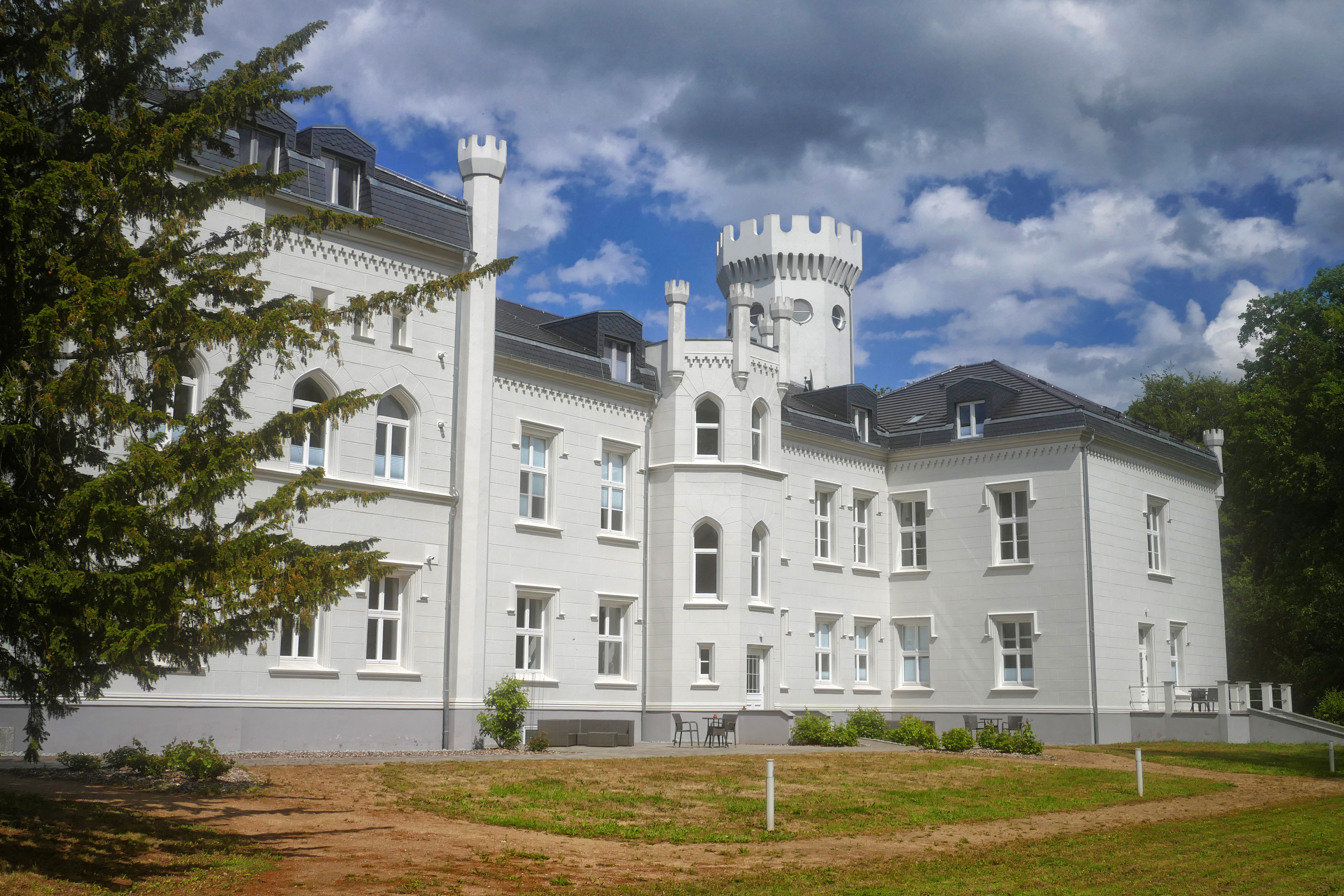